# Chute de Kivatch
La chute de Kivatch (en russe : Кивач, du carélien : kiivas, « impétueux ») est une chute d'eau située sur la rivière Souna dans le district de Kondopoga en république de Carélie (Russie).

## Présentation
La chute de Kivatch mesure 10,7 mètres de haut. Elle est située sur la rivière Souna dans le raïon de Kontupohja, en république de Carélie et donne son nom à la réserve naturelle de Kivatch, fondée en 1931.
Kivatch doit beaucoup de sa renommée à Gavril Derjavine, un poète russe qui a été inspiré par son « flux tumultueux » pour écrire Cascade, l'un des poèmes les plus importants de la Russie du XVIIIe siècle. Beaucoup d'autres visiteurs éminents suivent Derjavine pour voir la célèbre cascade. L'un d'eux était Alexandre II de Russie, qui a demandé la construction d'une nouvelle route pour Kivatch, d'une tonnelle sur la rive droite du cours d'eau et d'un pont, légèrement en aval.
En 1936, les Soviétiques ont détourné une partie de la rivière pour alimenter une station locale pour produire de l'énergie hydroélectrique, ce qui a affecté considérablement le débit de la cascade, alors que ses rivales - Girvas (14,8 mètres) et le Por-Porog (16,8 mètres) - ont été détruites complètement. Bien qu'elle ne soit plus aussi spectaculaire que par le passé, Kivatch est toujours considérée comme un spectacle majeur en Carélie.

## Source
- (en) Cet article est partiellement ou en totalité issu de l’article de Wikipédia en anglais intitulé « Kivach » (voir la liste des auteurs).